# Chaerephon tomensis
Il pipistrello senza coda di São Tomé (Chaerephon tomensis, Juste & Ibañez, 1993) è un Pipistrello della famiglia dei Molossidi endemico di São Tomé.

## Descrizione

### Dimensioni
Pipistrello di piccole dimensioni, con la lunghezza totale tra 77,7 e 92 mm, la lunghezza dell'avambraccio tra 35,5 e 38,5 mm, la lunghezza della coda tra 29 e 33,6 mm, la lunghezza del piede tra 8,5 e 9 mm, la lunghezza delle orecchie tra 20 e 21 mm e un peso fino a 7,2 g.

### Aspetto
La pelliccia è lunga e densa. Il colore delle parti dorsali è marrone scuro, mentre le parti ventrali sono marroni, con una distinta banda longitudinale biancastra sul ventre. Le orecchie sono larghe, arrotondate, piegate in avanti e unite anteriormente alla base da una membrana a forma di V, dove è presente una sacca ghiandolare, che si estende in avanti fino all'altezza delle narici. L'antitrago è largo e rettangolare, mentre il trago è piccolo e fornito di tre piccoli lobi sul margine superiore e uno alla base posteriore. Le ali sono strette e tendono ad essere biancastre e semi-trasparenti verso l'estremità. La coda è lunga, tozza e si estende per più della sua metà oltre l'uropatagio.

## Biologia

### Alimentazione
Si nutre di insetti.

## Distribuzione e habitat
Questa specie è conosciuta soltanto in due località dell'isola di São Tomé, nel Golfo di Guinea.
Vive nelle savane alberate con prevalenza di baobab e nelle foreste umide.

## Conservazione
La IUCN Red List, considerato l'areale limitato ad una sola località e il continuo declino nell'estensione e la qualità del proprio habitat, classifica C.tomensis come specie in pericolo di estinzione (Endangered).